# 박근아
박근아(1978년 3월 29일 ~ )은 대한민국의 기업인, 전 아나운서이다.

## 학력
- 동국대학교 신문방송학과 졸업

## 경력
- 2000년 JTV전주방송 아나운서
- 2010년 전북대학교 외래교수
- 2013년 한일장신대학교 외래교수
- 2013년 와인드컴퍼니 대표
- 2014년 전북여성교육문화센터 외래교수

## 데뷔
- 2000년 JTV 입사

## 과거 진행 프로그램
- 2003년 SBS 물은 생명이다
- 2003년 JTV VJ 세상보기
- 2017년 JTV 세상발견 유레카
- 2012년 JTV JTV 8 뉴스
- 2012년 JTV 랄랄라 영화산책